# Caity Lotz

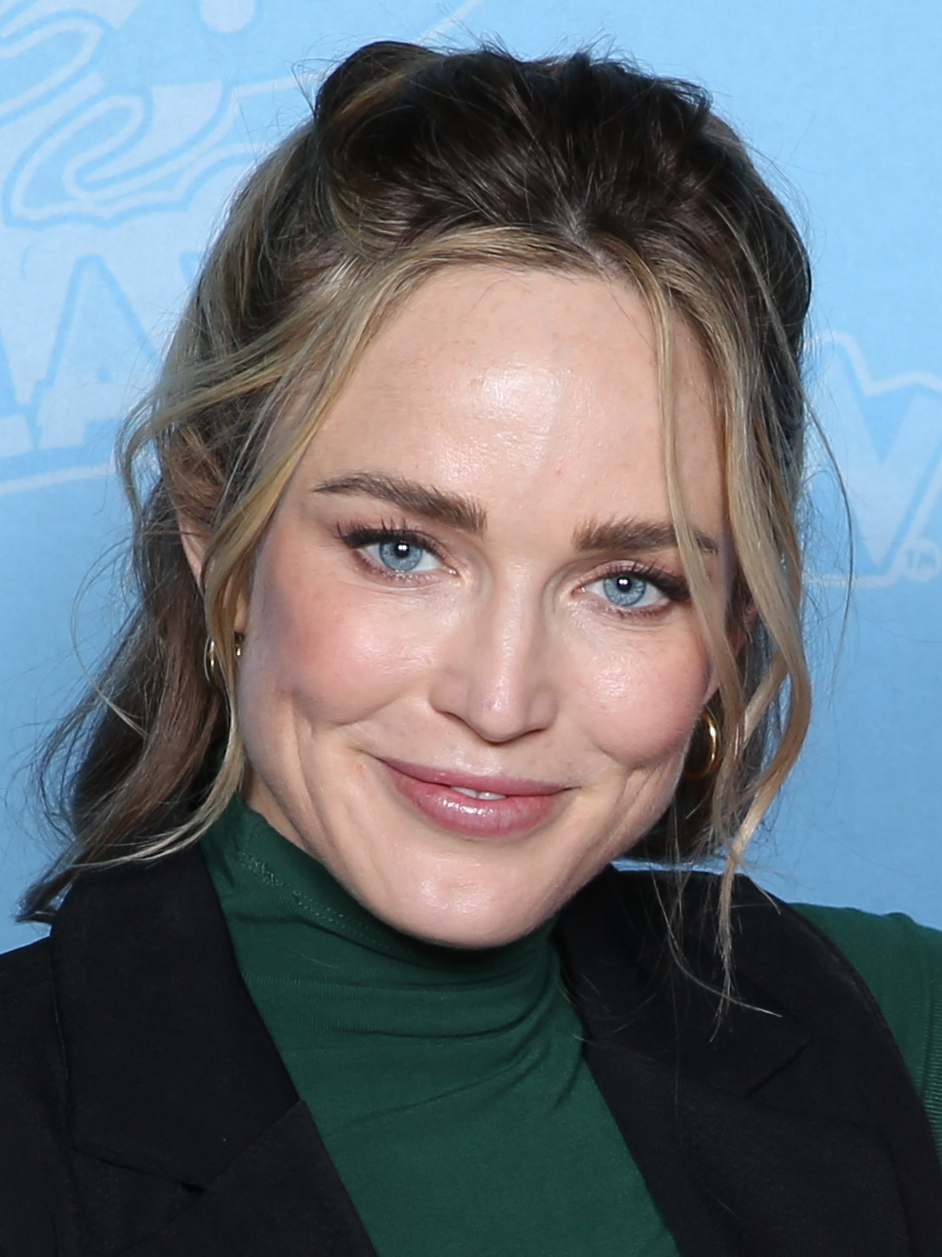
Caity Lotz (2022)

Caity Lotz (* 30. Dezember 1986 in San Diego, Kalifornien als Caitlin Marie Lotz) ist eine US-amerikanische Schauspielerin, Tänzerin, Sängerin und Model. Bekannt wurde sie durch ihre Rolle als Officer Kirsten Landry in der MTV-Mockumentary-Serie Death Valley (2011), als Annie in dem Horrorfilm The Pact (2012) und als Sara Lance/Canary in den CW-Fernsehserien Arrow (2013–2016) und Legends of Tomorrow (2016–2022).

## Karriere
Lotz startete ihre Karriere als Tänzerin und tourte mit Avril Lavigne sowie Lady Gaga. Ferner trat sie in diversen Musikvideos bekannter Künstler wie Lady Gaga, David Guetta, Selena Gomez, Faith Evans, T-Pain und Cascada auf. Sie erschien außerdem in Werbespots für Reebok, Jack in the Box und T-Mobile, tanzte in der Webserie LXD – Legion der außergewöhnlichen Tänzer, tourte mit der Hip-Hop Theaterproduktion Groovaloo und doubelte in Filmen wie Step Up 3D. Lotz ist auch eine Martial Artistin, die Taekwondo, Wushu und Muay Thai beherrscht. Außerdem ist sie Parkourläuferin.
Im Jahr 2005 trat Lotz der Girlgroup Soccx bei. Im Jahr 2006 wurde die Debütsingle From Dusk Till Dawn (Get The Party Started) und 2007 die zweite Single Scream Out Loud veröffentlicht. Beide Lieder waren in den Top 10 der deutschen Singlecharts. Ihr Debütalbum Hold On erschien ebenfalls 2007. Ihm folgte die dritte Single Can’t Take My Eyes Off You 2008.
Lotz hat für Men’s Health und Esquire – hier in Verbindung mit der Website Me In My Place – als Fotomodel gearbeitet.
Ihre Schauspielkarriere begann 2006 mit einer kleinen Rolle im Cheerleading-Film Girls United – Alles oder Nichts. 2010 spielte sie einen Part in der dritten Episode von Law & Order: LA und eine wiederkehrende Rolle in der vierten Staffel der Drama-Serie Mad Men von AMC als Stephanie.
Im Jahr 2011 übernahm sie als Officer Kirsten Landry eine Hauptrolle in der Mockumentary-Serie Death Valley.
Lotz hat Rollen in den Filmen Live at the Foxes Den (2013), Battle of the Year: The Dream Team (2013) an der Seite von Josh Holloway sowie an der Seite von Casper Van Dien und Agnes Bruckner in dem Thriller The Pact gespielt, der 2012 beim Sundance Film Festival sein Debüt hatte. Sie trat ab 2013 ebenfalls in der Serie Arrow als Sara Lance bzw. Canary auf und war im Spin-off der Serie, Legends of Tomorrow, als White Canary zu sehen.

## Filmografie (Auswahl)
- 2006: Girls United – Alles oder Nichts (Bring It On: All or Nothing)
- 2010: Law & Order: LA (Fernsehserie, Episode 1x03)
- 2010, 2014: Mad Men (Fernsehserie, 4 Episoden)
- 2011: Death Valley (Fernsehserie, 11 Episoden)
- 2012: The Pact
- 2012: Cold and Ugly (Kurzfilm)
- 2012: NTSF:SD:SUV:: (Fernsehserie, Episode 2x04)
- 2013: The Machine
- 2013: Burning Love (Webserie, Episode 3x14)
- 2013: Battle of the Year
- 2013: Live at the Foxes Den
- 2013–2020: Arrow (Fernsehserie, 37 Episoden)
- 2014: The Pact 2
- 2014: Stalker (Fernsehserie, Episode 1x06)
- 2015: 400 Days
- 2016–2019: The Flash (Fernsehserie, 3 Episoden)
- 2016–2022: Legends of Tomorrow (Fernsehserie, 110 Episoden)
- 2017, 2019: Supergirl (Fernsehserie, 2 Episoden)
- 2017: Small Town Crime
- 2019: Batwoman (Fernsehserie, Episode 1x09)
- 2024: Yoga Teacher Killer – The Kaitlin Armstrong Story (Fernsehfilm)
- 2024: The Lockdown